# Papyrus Berlin 6619

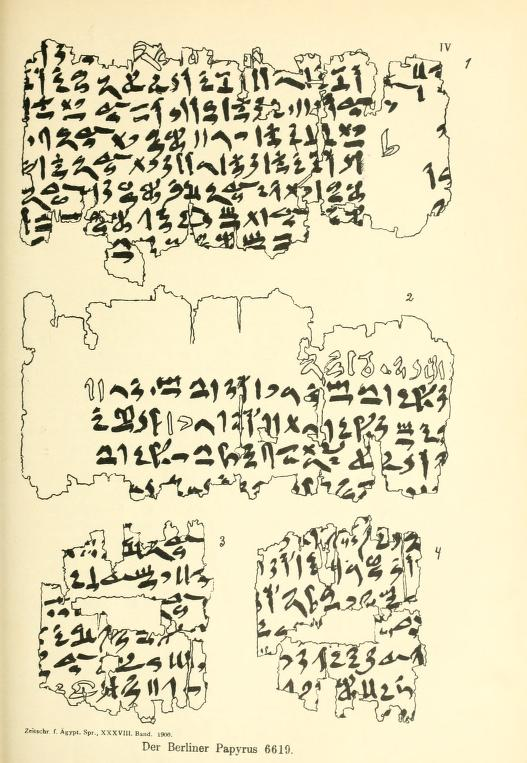
Fac-Similé de fragments du Papyrus Berlin 6619, extrait de la première publication en 1900 par Hans Schack-Schackenburg.

Le Papyrus Berlin 6619, parfois appelé papyrus mathématique de Berlin, est un document sur papyrus de l'Égypte antique consacré aux mathématiques et écrit en hiératique qui date d’environ 1800 av. J.-C., de la seconde moitié de la XIIe ou de la XIIIe dynastie, à l'époque du Moyen Empire. Il n'en reste que quelques fragments conservés aujourd'hui dans la collection égyptienne du Neues Museum. Deux d'entre eux sont lisibles, malgré des lacunes, et ont été publiés en 1900 et 1902 par Hans Schack-Schackenburg. Il s'agit de l'un des rares documents mathématiques en hiératique de l'ancienne Égypte qui nous soit parvenu. Il est beaucoup moins complet que le papyrus Rhind, ou encore le papyrus de Moscou dont il est à peu près contemporain : il ne reste que deux problèmes déchiffrables, qui sont des problèmes que l'on décrirait aujourd'hui par une équation du second degré.

## Contenu
Le premier texte comporte des lacunes, le second est encore plus endommagé et il est interprété par analogie avec le second. Il s'agit pour le premier de décomposer un carré d'aire 100 en deux carrés dont les côtés sont dans un rapport de 1 pour ½ + ¼, et pour le second de 2 pour 1 + ½. La solution est donnée sous forme d'une suite d'instructions.
Le problème 1 est un exemple de « problème ‘ḥ‘ », où ‘ḥ‘ (parfois voyellisé aha), désigne une quantité inconnue qu'il s'agit de déterminer. Pour ce genre de problème, et donc pour celui du Papyrus Berlin 6619, il existe deux façons d'interpréter la solution, l'une plutôt algébrique comme une suite de manipulations sur la quantité inconnue, l'autre comme une méthode de fausse position. Une fois le problème posé, la solution est indiquée sous forme d'une suite d'instructions. Des parties manquent tant pour l'énoncé que la solution mais ont été reconstitués. La démarche pour la solution est la suivante :
- on prend 1 pour le côté du carré à déterminer (le plus grand des petits carrés), son aire est 1² = 1 ;
- le côté du second petit carré est ½ + ¼,  son aire est (½ + ¼)² = 1/2 + 1/16 ;
- la somme des deux aires est 1 + 1/2 + 1/16, et √1 + 1/2 + 1/16 = 1+¼ ;
- l'aire du carré d'origine est 100, son côté est √100 = 10 ;
- le côté du carré à déterminer est obtenue en divisant : 10 ÷ (1 + ¼) = 8 ;
- le côté du second petit carré est (½ + ¼) × 8 = 6.

Pour Clagett la solution s'apparente à une méthode de fausse position pour résoudre l'équation 𝑥² + 𝑦² = 100, sachant que 𝑦 = ¾ 𝑥, avec 1 comme fausse solution.
Comme les solutions des deux problèmes mettent chacun en jeu un triplet pythagoricien multiple du triplet (3 ; 4 ; 5), le papyrus Berlin 6619 a parfois été invoqué pour attribuer aux anciens Égyptiens une connaissance du théorème de Pythagore. Cependant il n'est pas question de triangle rectangle ni d'aucun problème géométrique en rapport avec le théorème de Pythagore dans le papyrus, et cette hypothèse est très loin de faire l'unanimité.